# Изгнанство (филм)
Изгнанство (рус. Изгнание) је руска ауторска драма из 2007. године, у режији Андреја Звјагинцева. Филм је у грубим цртама заснован на роману The Laughing Matter јерменско-америчког писца Вилијама Саројана.
Филм је премијерно приказан на Канском филмском фестивалу 2007. године, где је новиминован за Златну палму а главни глумац Лавроненко је освојио награду за најбољег глумца. У Русији је приказан 2. октобра 2007. Филм је добио разнолике критике.

## Прича
У уводној сцени филма, Марк долази у Алексову кућу да му помогне и извади метак којим је погођен у руку. Марк не жели да иде у болницу због својих криминалних веза и полицијских истрага које би произашле из одласка у јавну институцију. Марк се опоравља. Наредних дана Алекс одводи своју супругу Веру и двоје деце на пут на село, у његов дом из детињства. Мир на селу је нарушен када Вера каже Алексу да је трудна, али да беба није његова. Раздор између пара расте, али њих двоје покушавају да се појављују у присуству своје деце и старих пријатеља који их посећују.
Алекс није сигуран шта да ради и обраћа се свом брату Марку за савет. На путу да се нађе са Марком на железничкој станици, Алексов син Кир открива да је Алексов млади пријатељ Роберт био у њиховој кући једног дана док је Алекс био одсутан због посла. Алекс закључује да је Роберт бебин отац. Вера се осећа отуђеном од свог мужа и плаши се да ће Кир кренути Алексовим и Марковим криминалним стопама.
На крају, Алекс приморава Веру да абортира надајући се да ће успети да поново изграде своју везу и спасу брак након што беба буде уклоњена. Док су њихова деца у кући пријатеља, он тера Марка да искористи своје криминалне везе и да пронађе доктора који ће обавити процедуру у њиховој кући. После абортуса Вера извршава самоубиство предозирајући се лековима против болова. Алекс и Марк пожурују са организацијом сахране док се трачеви брзо шире на селу. По повратку кући из погребног, Марк добија озбиљан срчани удар. Противно савету лекара, долази на Верину сахрану, али умире пре него што се он и његов брат врате кући.
Алекс се сам враћа у град и одлази у Робертову кућу са намером да га убије. Алекс заспи у ауту испред куће и буди се када га Роберт позива да уђе у кућу. Док вади пиштољ, открива коверту у којој се налазе резултати Вериног теста на трудноћу и писмо које је Вера написала на полеђини. Филм приказује флешбек времена када је Роберт дошао у Алексов дом док је био одсутан. Откривено је да је Вера претходног дана покушала да изврши самоубиство предозирањем таблетама, али ју је Роберт спасао. Следећег дана, Вера сазнаје да је трудна и поверава се Роберту, откривајући да никада није имала аферу и да је беба заправо Алексова, иако каже да јој се чинило да није његово, јер ретко када разговарају. Изразила је забринутост због тога што ће имати још једну бебу у вези у којој је недостајало комуникације.

## Улоге
| Глумац                | Улога                               |
| --------------------- | ----------------------------------- |
| Константин Лавроненко | Алекс, Верин супруг                 |
| Марија Боневи         | Вера, Алексова супруга              |
| Александар Балуев     | Марк, Алексов брат                  |
| Максим Шибајев        | Кир, Алексов и Верин син            |
| Катја Кулкина         | Вера, Алексова супруга              |
| Дмитриј Уљанов        | Роберт, Алексов пријатељ и сарадник |
| Витали Кишченко       | Немац                               |

## Продукција
Режисер Андреј Звјагинцев изјавио је како му је требало скоро три године да комплетира пројекат од тренутка када је први пут размишљао о заплету филма.
Сценарио филма Звјагинцеву је представио Артјом Мелкумјан, његов пријатељ Јермен који је радио као телевизијски сниматељ. Мелкумијан је волео The Laughing Matter Вилијама Саројана и провео је десет година прилагођавајући роман у форму сценарио. Првобитно, сценарио је имао много дијалога, али Звјагинцев је рекао да када је почео да га тестира са глумцима „то је била катастрофа“ и да је морао немилосрдно да прекине дијалог. „Глумцима би било веома тешко да задрже пажњу гледалаца толико дуго”, објаснио је Звјагинцев.
Звјагинцев је рекао: „Цео успех филма зависи од глумачке екипе. Тако да проводим дуго времена тражећи праве људе. Увек имам на уму слику одређеног лика, а онда слушам многе глумце и настављам да упоређујем суштину филма са суштином људи које срећем. Када се замишљени и стварни ликови скоро поклопе, знам да сам пронашао свог глумца." Редитељ је покушао да избегне давање улоге Константину Лавроненку, који је играо главну улогу у његовом претходном филму, Повратак, али је додао: „На крају нисам могао да нађем никог другог ко би се могао упоредити са њим.“ Звјагинцев је одложио снимање и чекао дванаест месеци на глумицу Марију Боневи која је имала једногодишњи уговор са Краљевским драмским позориштем године у Стокхолму.
Филм је реализован током 103 снимајућа дана у четири земље: Француској, Белгији, Молдавији и Русији.
Сцене екстеријера града снимане су у историјски индустријским градовима Белгије и северне Француске. Кућа, железничка станица, црква, гробље и дрвени мост поред куће су наменски изграђени на локацији у близини Кахула, Молдавија. Снимак магарца који траје само неколико секунди на екрану одузео је екипи половину дана за снимање и користио је три ролне филмске траке. Звјагинцев се тим поводом нашалио: „Сада кажем да више никада нећу радити са животињама.“
Звјагинцев је намерно уклонио културолошке референце из филма. Посебна пажња посвећена је архитектури, знаковима и возилима. Финске новчанице су измењене како би изгледале апстрактније, а други знакови који би повезали филмску реквизиту са одређеним временом су дигитално уклоњени у процесу постпродукције.

## Пријем
Филм је добио различите критике критичара. На основу 20 рецензија које је прикупио РRotten Tomatoe, Изгнанство има укупну оцену одобравања критичара од 65%, са просечном оценом 5,1/10. Критички консензус веб-сајта каже: „Прелепо снимљен, али на крају разочаравајући, неуспешан труд студентски домет руског потенцијалног великана Андреја Звјагинцева“. На Metacritic -у, филм има пондерисану просечну оцену од 59 од 100, на основу 8 критичара, што указује на „мешовите или просечне критике“.
Дејвид Гритен из Тhe Daily Telegrap назвао је филм „митолошким ремек-делом“ и да „Изгнанствo потврђује Звјагинцева као режисера светског значаја“. Филмски критичар Патрицк З. МцГавин рекао је да „филм захтева изузетно стрпљење, а они који су склони да се препусте тешком расположењу и неухватљивом ритму филма сигурно ће доживети значајно откриће“. Наратив филма је описан као „фрустрирајући“ и „пати од структуралних проблема“. Sight & Sound је навео да је „драматични наративни обрт филма неспретно приказан. С намером да дезоријентише, испада као измишљена.“ Питер Бредшо из Гардијана критиковао је отворен крај филма и начин на који је оставио питања без одговора рекавши: „негде у овој распрострањеној маси идеја постоји изванредан филм, који је можда прецизније обликован у монтажи.
Кинематографија Михаила Кричмана добила је велике похвале од већине критичара. Његов спор темпо и дуго трајање поделили су критичаре, који су описани као „понекад болно спор филм“ и „нежно промиче, држећи пажњу у гвозденом стиску“. Антон Бител је рекао да је „стрпљење гледаоца награђено изузетним сликама, неким неочекивано брзим развојем и заиста мрачном визијом људске грешке и њених последица“.
Филм је често поређиван са делима Андреја Тарковског као и визуелно упућивање на Ингмара Бергмана, Робера Бресона и Микеланђела Антонионија. Биргит Беумерс из КиноКултуре критиковала је овај аспект филма, наводећи да су „ови цитати наметљиви и превише очигледни“ док се филмски салон Нила Јанга сложио са тим, наводећи да је „Звјагинцев на крају само подвизавао филмске гиганте који су дошли пре њега“. Дејвид Паркинсон из Емпајра рекао је да филм „више личи на филмску дисертацију која је осмишљена да покаже Звјагинцевово уважавање медија него на оригинални филмски комад“.
Константин Лавроненко је освојио награду за најбољег глумца на Канском фестивалу 2007. за своју улогу у филму.

## Награде и номинације
- Festival del Cinema Europeo, две награде
- Pacific Meridian International Film Festival of Asia Pacific Countries, награда „Јул Бринер”
- Московски интернационални филмски фестивал, награде федерације филмских клубова Русије
- Две награде струковних удружења филмских радника Русије